# Sebastian Przyrowski
Sebastian Przyrowski (ur. 30 listopada 1981 w Grójcu) – polski piłkarz grający na pozycji bramkarza, reprezentant Polski, wychowanek Pilicy Białobrzegi.
Sebastian Przyrowski już jako junior występował w seniorach Pilicy Białobrzegi. W sezonie 1999/2000 został kupiony przez Polonię Warszawa. W następnym roku przeniósł się do Pilicy Białobrzegi. W przerwie sezonu 2001/2002 przeszedł do Dyskobolii Grodzisk. W polskiej ekstraklasie debiutował 2 marca 2002 w spotkaniu Dyskobolii z Górnikiem Zabrze. W reprezentacji Polski zagrał w 9 spotkaniach (debiut w 2005 roku w meczu z Serbią i Czarnogórą 3:2 w Kijowie, a ostatni mecz rozegrał 23 stycznia 2010 roku (Polska – Singapur). 4 czerwca 2013 roku Izba ds. Rozwiązywania Sporów Sportowych rozwiązała kontrakt Sebastiana Przyrowskiego z warszawską Polonią. Powodem tych działań była niewypłacalność stołecznego klubu.
Na początku lipca 2013 roku Przyrowski podpisał kontrakt greckim klubem APO Lewadiakos, a pod koniec 2014 rozwiązał kontrakt za porozumieniem stron. Od początku rundy wiosennej sezonu 2014/2015 kontynuował karierę w GKS Tychy podpisując półroczny kontrakt. W czerwcu 2015 Przyrowski podpisał roczny kontrakt z Górnikiem Zabrze.
W rundzie jesiennej sezonu 2016/2017 reprezentował barwy Pilicy Białobrzegi.

## Sukcesy
W  2007 zdobył Puchar Polski z Dyskobolią Grodzisk. W 2007 i 2008 zdobył także Puchar Ekstraklasy.
| Mecze i gole w reprezentacji | Mecze i gole w reprezentacji | Mecze i gole w reprezentacji | Mecze i gole w reprezentacji | Mecze i gole w reprezentacji | Mecze i gole w reprezentacji | Mecze i gole w reprezentacji |
| #                            | Rok                          | Przeciwnik                   | Gol                          | Wynik                        | Rozgrywki                    |                              |
| ---------------------------- | ---------------------------- | ---------------------------- | ---------------------------- | ---------------------------- | ---------------------------- | ---------------------------- |
| 1.                           | 2005                         | Serbia                       |                              | 3:2                          | towarzyski                   |                              |
| 2.                           | 2005                         | Izrael                       |                              | 3:2                          | towarzyski                   |                              |
| 3.                           | 2008                         | Finlandia                    |                              | 1:0                          | towarzyski                   |                              |
| 4.                           | 2008                         | Estonia                      |                              | 2:0                          | towarzyski                   |                              |
| 5.                           | 2008                         | Serbia                       |                              | 1:0                          | towarzyski                   |                              |
| 6.                           | 2009                         | Litwa                        |                              | 1:1                          | towarzyski                   |                              |
| 7.                           | 2009                         | Irak                         |                              | 1:1                          | towarzyski                   |                              |
| 8.                           | 2010                         | Tajlandia                    |                              | 3:1                          | towarzyski                   |                              |
| 9.                           | 2010                         | Singapur                     |                              | 6:1                          | towarzyski                   |                              |